# Panamomops latifrons
Panamomops latifrons là một loài nhện trong họ Linyphiidae.
Loài này thuộc chi Panamomops. Panamomops latifrons được František Miller miêu tả năm 1959.